# Choratice
Choratice (Duits: Choratitz) is een Tsjechische gemeente in de regio Midden-Bohemen en maakt deel uit van het district Benešov. Het dorp ligt op 16 kilometer afstand van de stad Benešov.
Choratice telt 65 inwoners (2024).

## Geografie
Choratice ligt aan de rivier de Sázava. Vlak bij het dorp ligt een beboste heuvel genaamd Machotín.

## Geschiedenis
De eerste schriftelijke vermelding van Choratice dateert uit 1205, toen een zekere Pravota het dorp en de inkomsten van de veerboot over de rivier de Sázava aan het Benedictijner klooster in Ostrov schonk. Het is niet bekend hoelang het dorp in het bezit was van het klooster van Ostrov, maar het klooster verdween tijdens de Hussietenoorlogen. Daarna behoorde het dorp lange tijd toe aan het klooster van Sázava.
In 1850, na de afschaffing van het feodalisme, werd Choratice ingedeeld bij het district Benešov. Tussen 1850 en 1889 behoorde Choratice tot de gemeente Smilkov.

## Verkeer en vervoer

### Autowegen
De gemeente wordt doorkruist door de regionale wegen II/110 Ostředek - Sázava en III/1108. 

### Spoorlijnen
Er is geen station in Choratice. Het dichtstbijzijnde station is in Sázava, dat bediend wordt door treinen van spoorlijn 212 Čerčany - Zruč nad Sázavou - Světlá nad Sázavou. De lijn is enkelsporig en werd in 1901 geopend.

### Buslijnen
Er zijn twee bushaltes in de gemeente:
| Halte                | Lijnen  | Trajecten                                              | Vervoerders         |
| -------------------- | ------- | ------------------------------------------------------ | ------------------- |
| Choratice, Choratice | 770 773 | Benešov - Uhlířské Janovice Sázava - Uhlířské Janovice | CŠAD Benešov Arriva |
| Choratice, Rozchod   | 770 773 | Benešov - Uhlířské Janovice Sázava - Uhlířské Janovice | CŠAD Benešov Arriva |

## Bezienswaardigheden
- Dorpskapel;
- Heuvel Machotín.

## Galerij

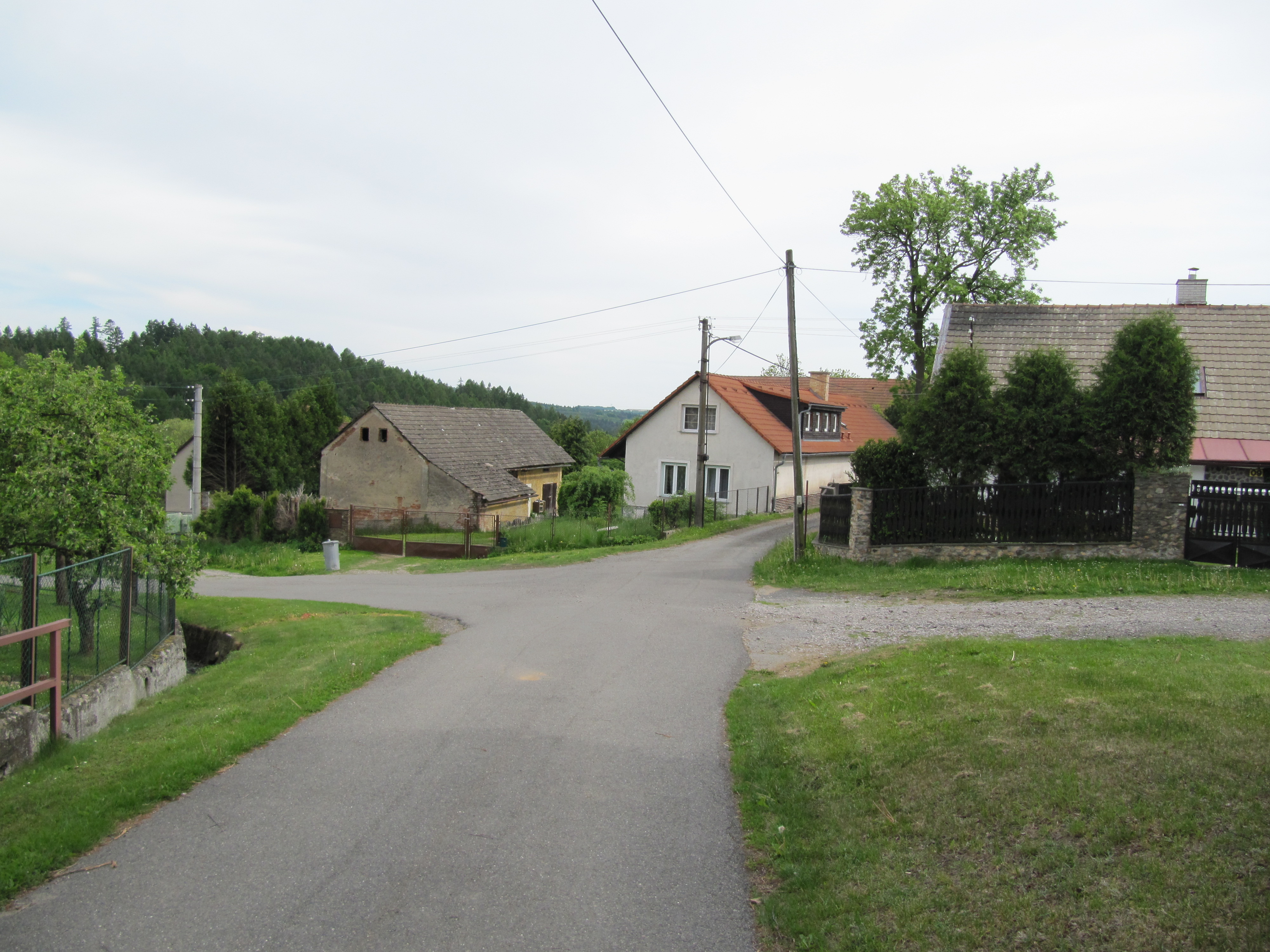
Dorpsgezicht (2012)
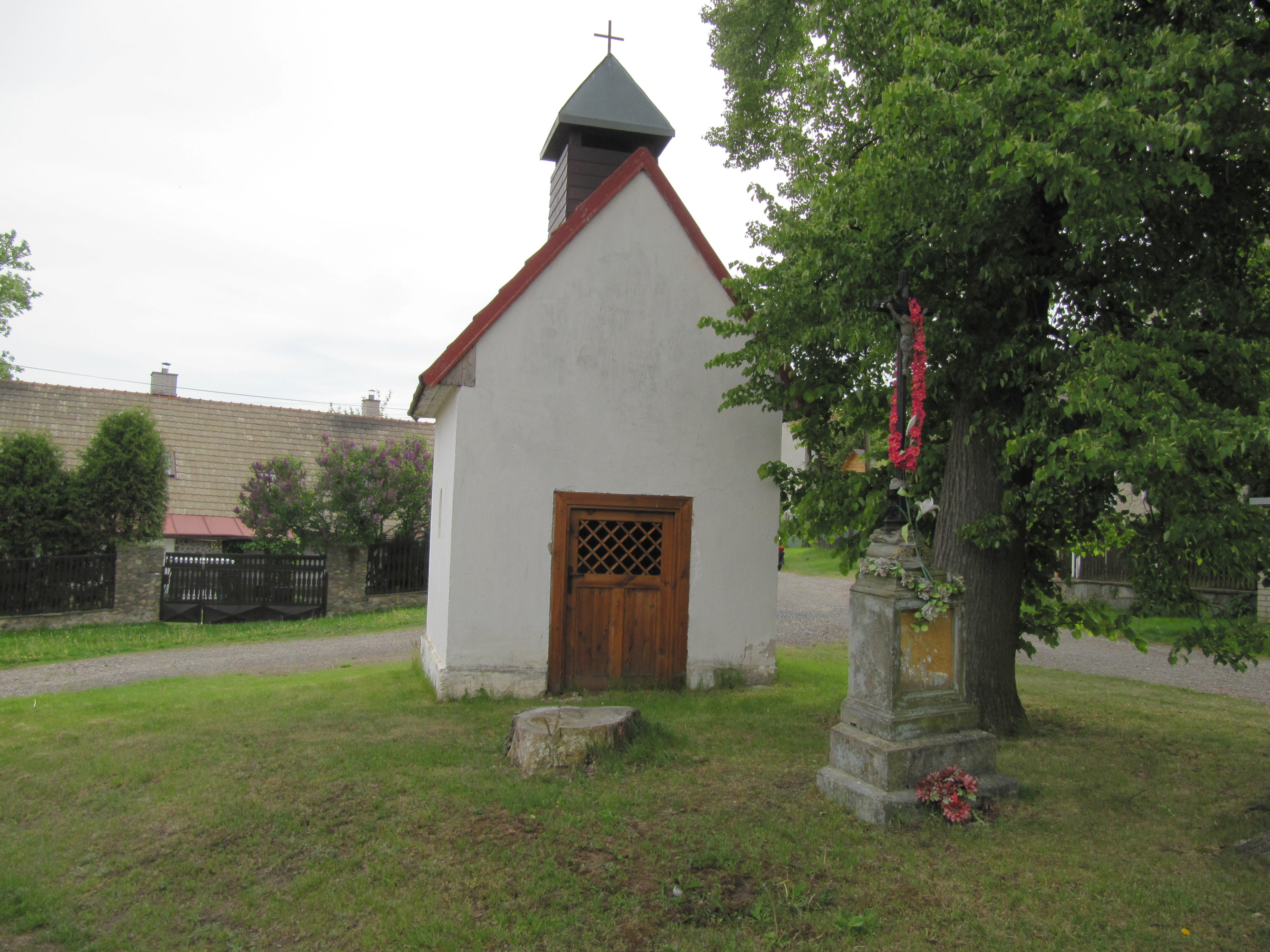
Dorpskapel (2012)
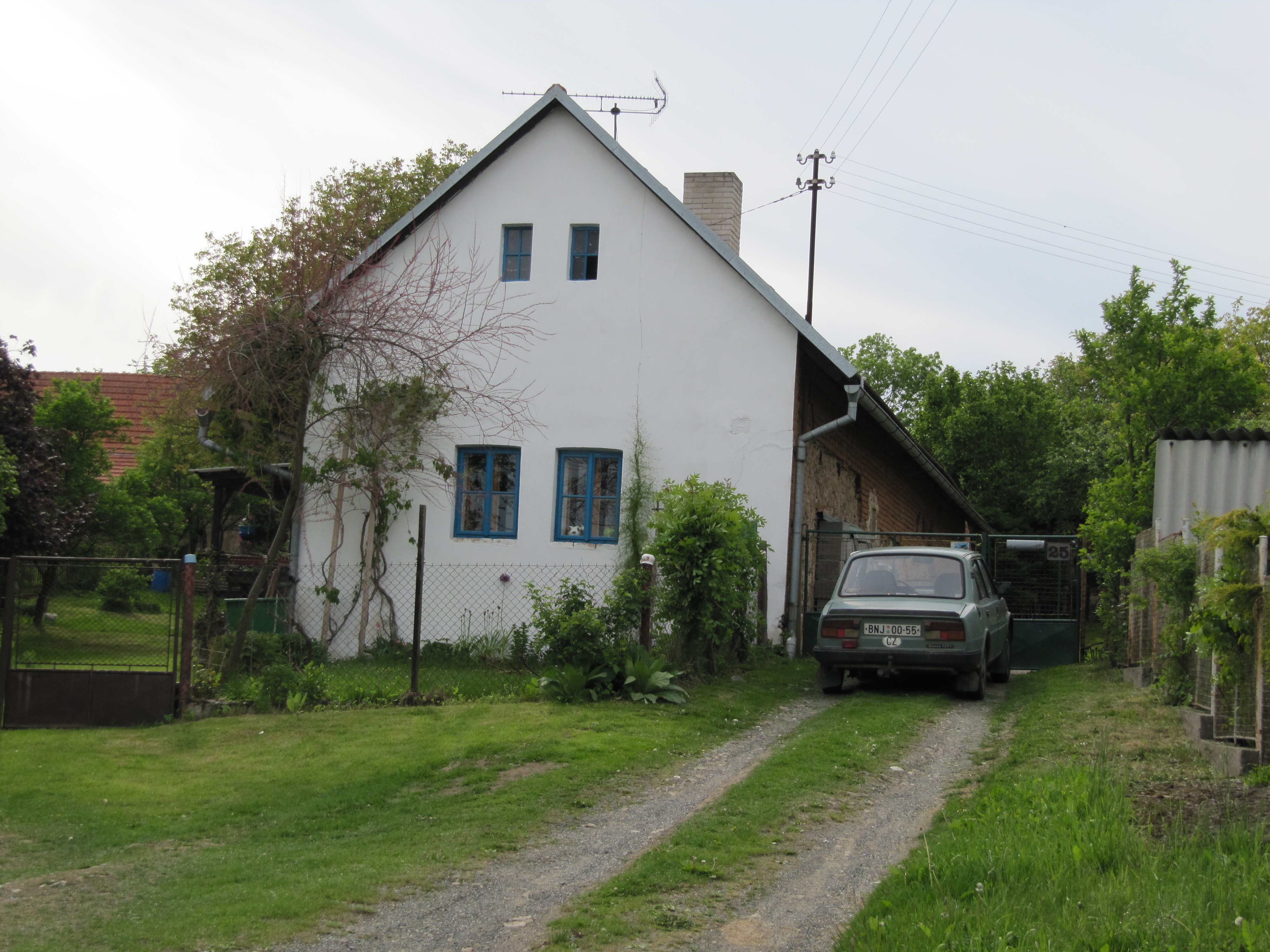
Huis in het dorp (2012)
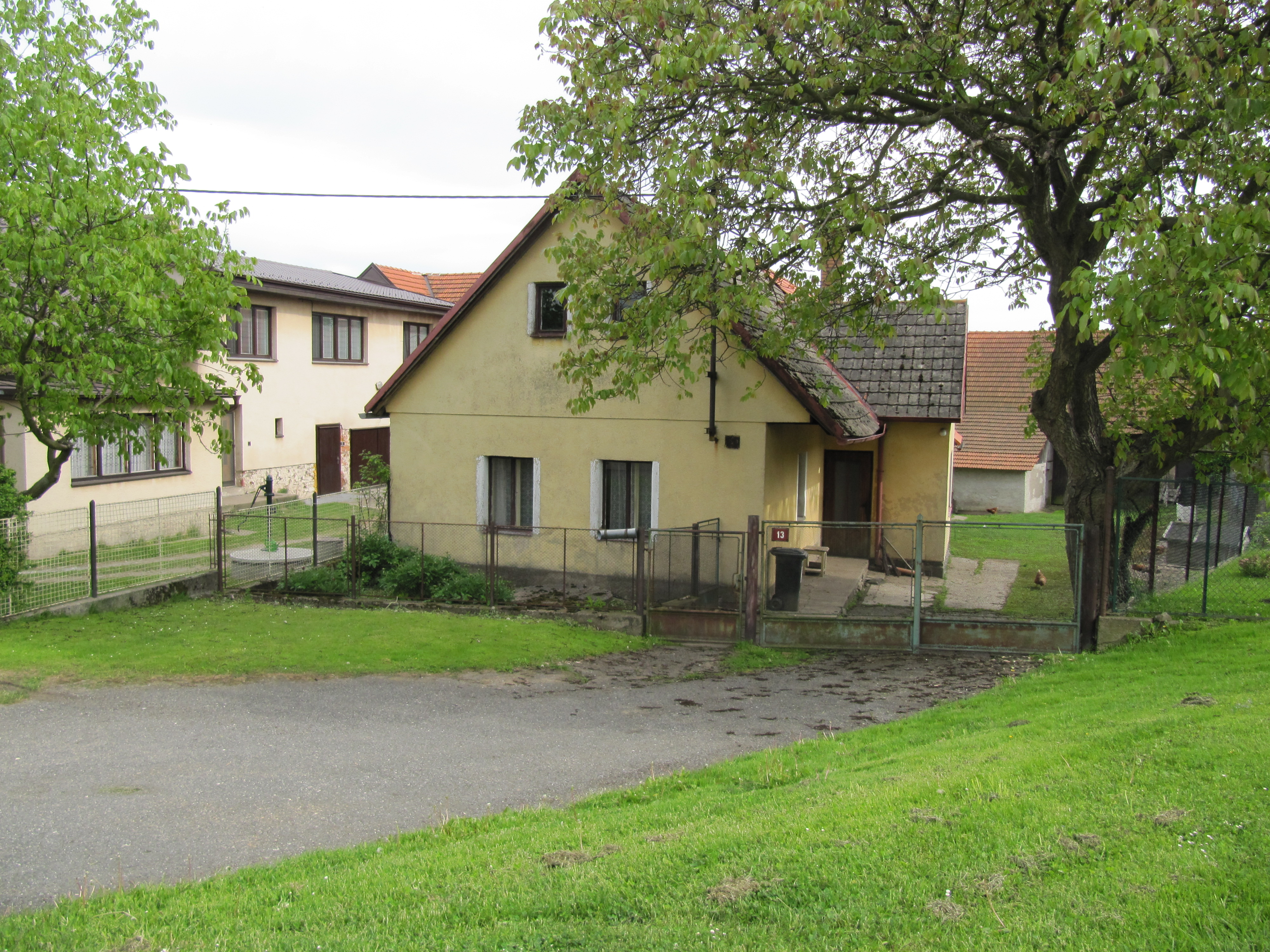
Huis in het dorp (2012)